# Sunny Akani
Sunny Akani, cuyo nombre de nacimiento es Akani Songsermsawad (Bangkok, 10 de septiembre de 1995), es un jugador de snooker tailandés.

## Biografía
Nació en la ciudad tailandesa de Bangkok en 1995. Es jugador profesional de snooker desde 2015. No se ha proclamado campeón de ningún torneo de ranking, y su mayor logro hasta la fecha fue alcanzar los cuartos de final en dos ocasiones, a saber: los del Abierto de India de 2016 (cayó derrotado 2-4 ante Kyren Wilson) y los del Snooker Shoot Out de 2018 (perdió contra Martin O'Donnell). Tampoco ha logrado hilar ninguna tacada máxima, y la más alta de su carrera está en 133.